# Georg Karl Ignaz von Fechenbach zu Laudenbach

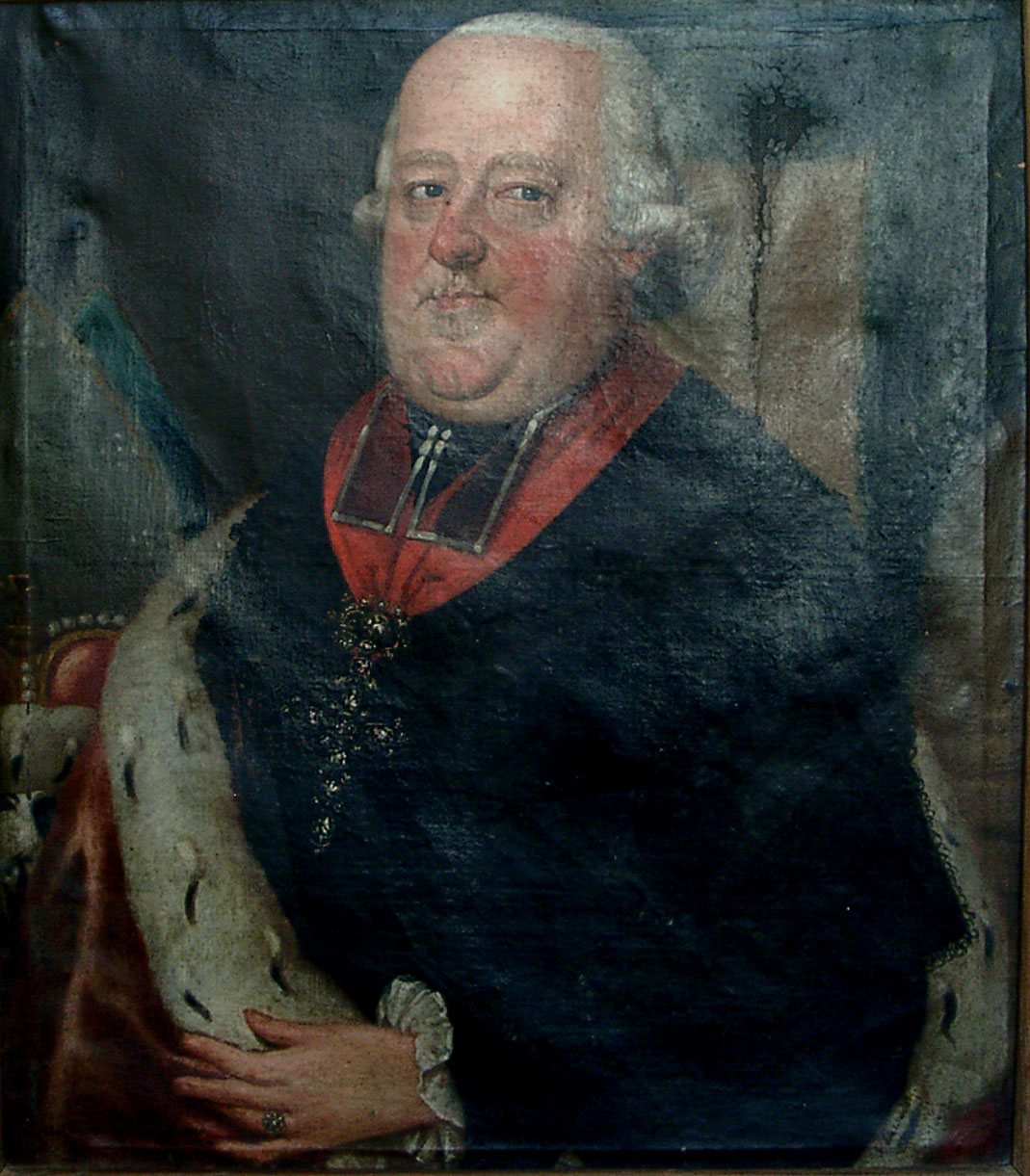
Georg Karl Ignaz von Fechenbach zu Laudenbach

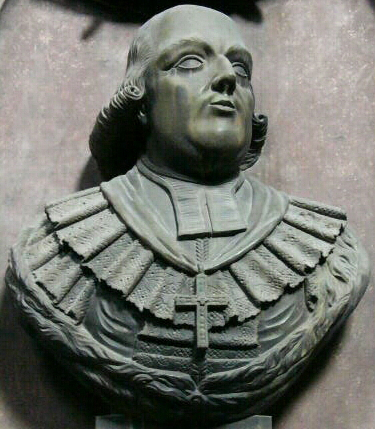
Epitáfio em Würzburger Dom

Georg Karl Ignaz Freiherr von Fechenbach zu Laudenbach (1749-1808) foi o último Príncipe-Bispo de Würzburg, ocupando o cargo de 1795 até 1803, quando o Príncipe-Bispado de Würzburg foi mediado ao Eleitorado da Baviera. Ele continuou a servir como bispo de Würzburg, embora sem poderes temporais, até sua morte. Ele também foi bispo de Bamberg de 1805 até sua morte.
Georg Karl Ignaz von Fechenbach zu Laudenbach nasceu em Mainz em 20 de fevereiro de 1749. Ele foi ordenado sacerdote em 18 de fevereiro de 1779. 
Em 12 de março de 1795, o capítulo da Catedral de Würzburg o elegeu como o novo Príncipe-Bispo de Würzburg, com o Papa Pio VI confirmando sua nomeação em 1º de abril de 1795. Ele foi consagrado bispo por Karl Theodor Anton Maria von Dalberg em 21 de junho de 1795. Em 26 de março de 1800, o capítulo da Catedral de Bamberg o elegeu bispo-coadjutor do Príncipe-Bispado de Bamberg. 
O Tratado de Lunéville de 9 de fevereiro de 1801 decretou a secularização dos príncipes-bispados alemães. Bamberg foi mediatizada para o Eleitorado da Baviera em 1802. O bispo lutou amargamente para manter o controle do príncipe-bispado de Würzburg, mas em 25 de fevereiro de 1803, o príncipe-bispado foi mediado ao Eleitorado da Baviera. Ele permaneceu bispo, mas não exerceu mais o poder temporal em Würzburg. Em 15 de setembro de 1805, o Bispo de Bamberg, Christoph Franz von Buseck, morreu, e Fechenbach o sucedeu como Bispo de Bamberg.
Ele morreu em Bamberg em 9 de abril de 1808.